# Diocesi di São João da Boa Vista
La diocesi di São João da Boa Vista (in latino Dioecesis Sancti Ioannis in Brasilia) è una sede della Chiesa cattolica in Brasile suffraganea dell'arcidiocesi di Ribeirão Preto. Nel 2023 contava 448.000 battezzati su 677.000 abitanti. È retta dal vescovo Eugênio Barbosa Martins, S.S.S.

## Territorio

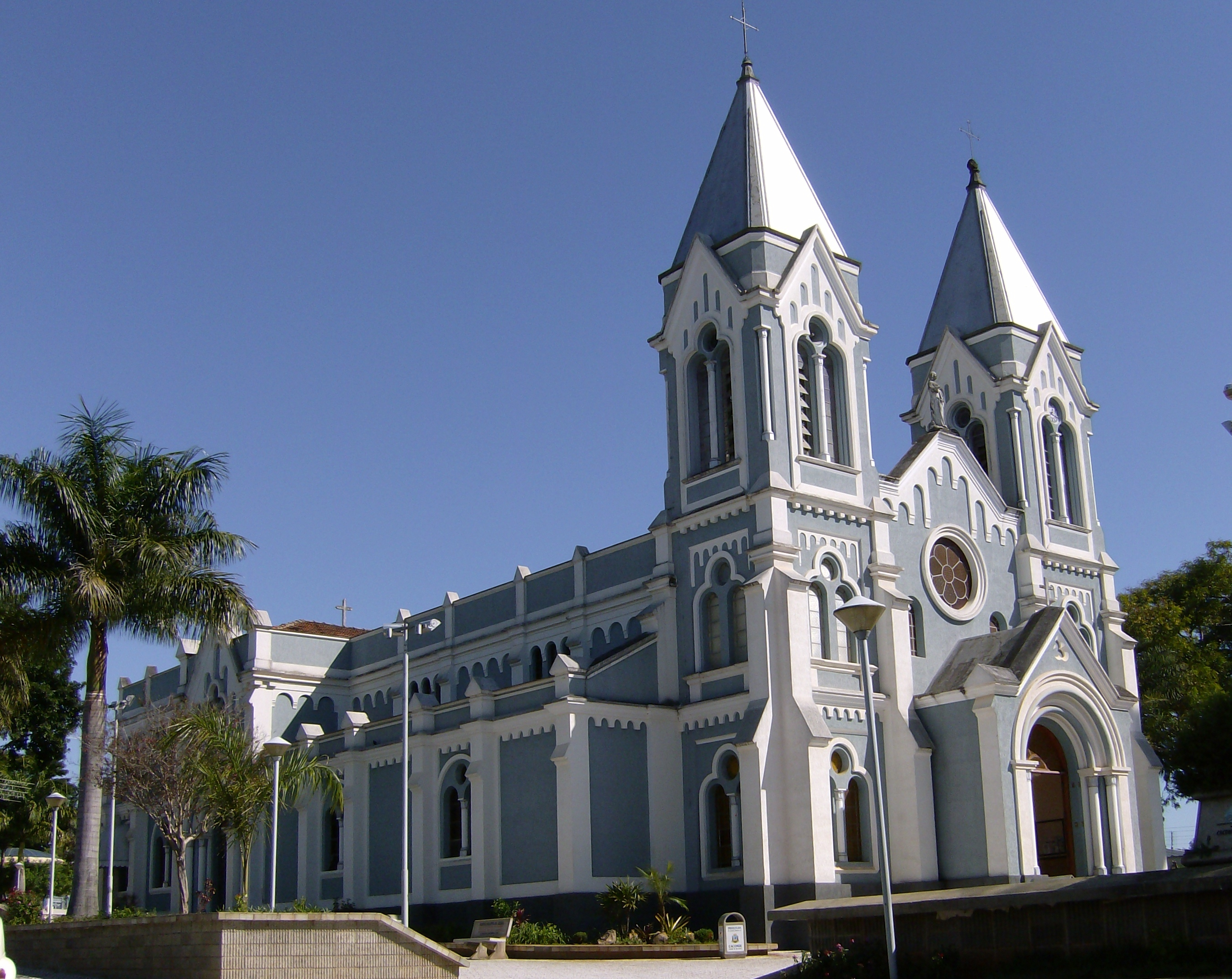
La basilica minore dell'Assunzione di Maria Vergine del Buon Successo di Caconde.

La diocesi comprende 18 comuni nella parte nord-orientale dello Stato brasiliano di San Paolo: São João da Boa Vista, Aguaí, Águas da Prata, Caconde, Casa Branca, Divinolândia, Espírito Santo do Pinhal, Estiva Gerbi, Itobi, Mococa, Mogi Guaçu, Santa Cruz das Palmeiras, Santo Antônio do Jardim, São José do Rio Pardo, São Sebastião da Grama, Tambaú, Tapiratiba e Vargem Grande do Sul.
Sede vescovile è la città di São João da Boa Vista, dove si trova la cattedrale di San Giovanni Battista. A Caconde sorge la basilica minore dell'Assunzione di Maria Vergine del Buon Successo (Nossa Senhora da Conceição do Bom Sucesso).
Il territorio si estende su una superficie di 7.089 km² ed è suddiviso in 79 parrocchie, raggruppate in 4 foranie: São João, São José, Imaculada Conceição e Nossa Senhora das Dores.

## Storia
La diocesi è stata eretta il 16 gennaio 1960 con la bolla In similitudinem Christi di papa Giovanni XXIII, ricavandone il territorio dall'arcidiocesi di Ribeirão Preto.

## Cronotassi dei vescovi
Si omettono i periodi di sede vacante non superiori ai 2 anni o non storicamente accertati.
- David Picão † (14 maggio 1960 - 10 maggio 1963 nominato vescovo coadiutore di Santos[1])
- Tomás Vaquero † (2 luglio 1963 - 23 gennaio 1991 ritirato)
- Dadeus Grings (23 gennaio 1991 - 12 aprile 2000 nominato arcivescovo coadiutore di Porto Alegre)
- David Dias Pimentel † (7 febbraio 2001 - 28 settembre 2016 ritirato)
- Antônio Emídio Vilar, S.D.B. (28 settembre 2016 - 19 gennaio 2022 nominato vescovo di São José do Rio Preto)
- José Carlos Brandão Cabral (3 agosto 2022 - 7 dicembre 2023 dimesso)[2]
- Eugênio Barbosa Martins, S.S.S., dal 4 gennaio 2024

## Statistiche
La diocesi nel 2023 su una popolazione di 677.000 persone contava 448.000 battezzati, corrispondenti al 66,2% del totale.
| anno | popolazione | popolazione | popolazione | presbiteri | presbiteri | presbiteri | presbiteri                | diaconi | religiosi | religiosi | parrocchie |
| anno | battezzati  | totale      | %           | numero     | secolari   | regolari   | battezzati per presbitero | diaconi | uomini    | donne     | parrocchie |
| ---- | ----------- | ----------- | ----------- | ---------- | ---------- | ---------- | ------------------------- | ------- | --------- | --------- | ---------- |
| 1961 | 273.137     | 285.637     | 95,6        | 35         | 14         | 21         | 7.803                     |         | 26        | 121       | 16         |
| 1968 | 280.000     | 330.000     | 84,8        | 59         | 22         | 37         | 4.745                     |         | 55        | 190       | 18         |
| 1976 | 300.000     | 350.000     | 85,7        | 59         | 22         | 37         | 5.084                     | 1       | 47        | 160       | 20         |
| 1980 | 321.000     | 382.000     | 84,0        | 57         | 23         | 34         | 5.631                     | 3       | 77        | 170       | 21         |
| 1990 | 312.000     | 425.000     | 73,4        | 65         | 35         | 30         | 4.800                     | 2       | 43        | 125       | 28         |
| 1999 | 352.000     | 470.000     | 74,9        | 99         | 70         | 29         | 3.555                     | 3       | 60        | 140       | 46         |
| 2000 | 356.000     | 475.000     | 74,9        | 96         | 68         | 28         | 3.708                     | 3       | 59        | 358       | 46         |
| 2001 | 465.545     | 581.932     | 80,0        | 94         | 80         | 14         | 4.952                     | 6       | 38        | 358       | 47         |
| 2002 | 465.545     | 581.545     | 80,1        | 119        | 83         | 36         | 3.912                     | 5       | 112       | 322       | 48         |
| 2003 | 465.545     | 581.545     | 80,1        | 141        | 115        | 26         | 3.301                     | 8       | 38        | 325       | 49         |
| 2004 | 465.545     | 581.932     | 80,0        | 124        | 97         | 27         | 3.754                     | 11      | 37        | 325       | 55         |
| 2010 | 547.000     | 624.000     | 87,7        | 174        | 149        | 25         | 3.143                     | 24      | 157       | 159       | 71         |
| 2014 | 574.000     | 654.000     | 87,8        | 137        | 77         | 60         | 4.189                     | 18      | 179       | 177       | 75         |
| 2017 | 589.000     | 670.740     | 87,8        | 201        | 140        | 61         | 2.930                     | 17      | 180       | 110       | 79         |
| 2020 | 465.735     | 620.980     | 75,0        | 218        | 151        | 67         | 2.136                     | 17      | 180       | 107       | 79         |
| 2022 | 445.172     | 673.491     | 66,1        | 228        | 165        | 63         | 1.952                     | 13      | 175       | 139       | 79         |
| 2023 | 448.000     | 677.000     | 66,2        | 245        | 166        | 79         | 1.828                     | 13      | 196       | 139       | 79         |